# Huitfeldt Point
Der Huitfeldt Point ist eine Landspitze an der Graham-Küste des Grahamlands auf der Antarktischen Halbinsel. Sie liegt südwestlich des Vorweg Point im Nordosten der Welingrad-Halbinsel am Südwestufer der Barilari-Bucht.
Teilnehmer der British Graham Land Expedition (1934–1937) unter der Leitung des australischen Polarforschers John Rymill kartierten sie. Das UK Antarctic Place-Names Committee benannte sie 1959 nach dem norwegischen Skilaufpionier Fritz Huitfeldt (1851–1938), Erfinder der nach ihm benannten Skibindung.